# لپه (گیاه‌شناسی)

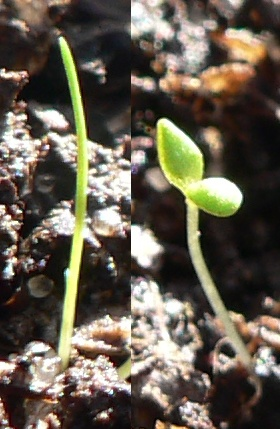
مقایسهٔ جوانه زدن گیاه دولپه‌ای (راست) و گیاه تک‌لپه‌ای (چپ)

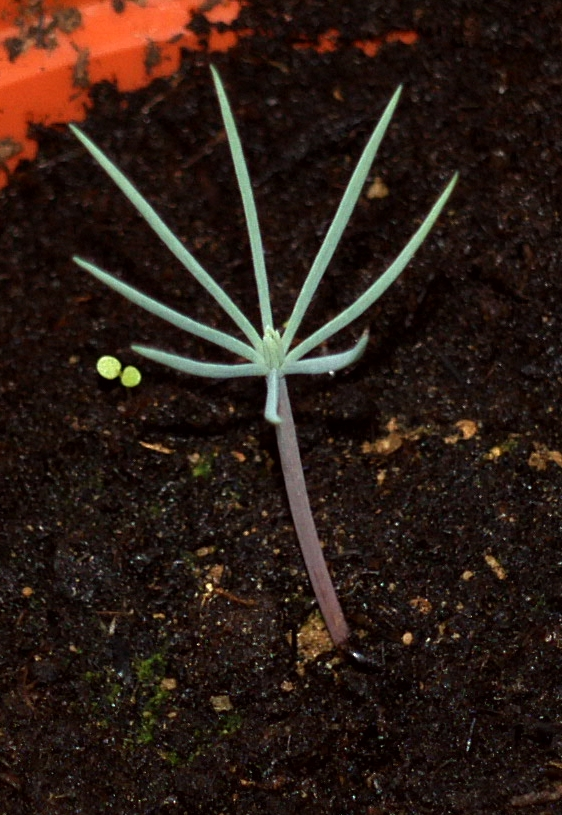
نگاره‌ای از جوانه زدن کاج مدیترانه‌ای دارای ۸ لپه

لپه (به انگلیسی: Cotyledon) یکی از مهم‌ترین قسمت‌های رویان درون دانه یا بذر گیاه است که هنگام جوانه زدن دانه نخستین برگ‌های گیاه از آن به وجود می‌آیند. در گیاه‌شناسی تعداد لپه‌های درونِ رویانِ یک گیاه، عامل مهمی در تشخیص و تعیین نوع آن گیاه است. اگر گیاه دولپه در رویان خویش داشته باشد، از گروه گیاهان دولپه‌ای است و اگر تنها یک لپه داشته باشد از گروه گیاهان تک‌لپه‌ای است. لپه‌ها نیز در کل دو نوع هستند، بیرونی (به انگلیسی: epigeal) و درونی (به انگلیسی: hypogeal). لپه‌های بیرونی هنگامی که ذخیرهٔ غذایی دانهٔ گیاه به پایان می‌رسد از خاک بیرون آمده یا خویش عمل فروغ‌آمایی یا فتوسنتز را برای تأمین غذای گیاه انجام می‌دهند یا تبدیل به برگ‌هایی می‌شوند که این کار را انجام می‌دهند. اما لپه‌های درونی درون خاک باقی می‌مانند و معمولاً به محل‌هایی برای ذخیره تبدیل می‌شوند. لپه‌های درونی معمولاً اندازهٔ بزرگ‌تری در مقایسه با لپه‌های بیرونی دارند. لپه نخستین بار توسط دو گیاه‌شناس با نام‌های (به انگلیسی: Marcello Malpigh) و (به انگلیسی: John Ray) شناخته شد.

## گیاهان تک‌لپه
از اختصاصات کلی گیاهان تک‌لپه آن است که دارای لپه منفردی هستند که بر اثر عدم رشد در یکی از جوانب رأس جنین به وجود می‌آید. رشد ریشه اصلی حاصل از رشد ریشه‌چه در تک‌لپه‌ای‌ها محدود بوده و ریشه‌های فرعی به سرعت جایگزین آن می‌شوند. این ریشه‌ها نیز زود از بین رفته و جای خود را به ریشه‌های نابجا واگذار می‌کنند. دوران فعالیت ریشه‌های نابجا محدود بوده و به زودی تجدید می‌شوند. ساقه در تک‌لپه‌ای‌ها از جوانه جانبی رأس رویان به وجود می‌آید و محور زیر لپه‌ای در جریان رویش دانه هیچ‌گاه رشد نکرده و تقریباً ثابت می‌ماند. این نحوه رشد که حالت منوسمپودیک (به انگلیسی: Monosympodique) را نشان می‌دهد عامل اصلی تشکیل زمین‌ساقه، ساقه‌های غده‌ای سفت و ساقه‌های کپه‌ای‌شکل پوشیده از فلس‌ها در تک‌لپه‌ای‌ها است. گیاهان تک‌لپه‌ای عموماً گیاهانی علفی و غالباً پایا هستند ساقه هوایی آن‌ها معمولاً بدون انشعاب و برگی است. برگ‌های تک‌لپه‌ای‌ها دمبرگ ندارند و غالباً به وسیله نیامی دراز ساقه را احاطه می‌کنند. اشکال کلی برگ‌ها تقریباً دراز و کشیده بوده، دارای رگبرگ‌های موازی و لوله‌های بسیار ظریف ارتباط‌دهنده آن‌ها هستند گل‌ها در تک‌لپه‌ای‌ها سه‌پر (تریمر) و هر حلقه پوششی یا زایای آن از سه قطعه تشکیل می‌شود.

### ویژگی‌های عمومی گیاهان تک‌لپه
یاختهٔ تخم با تقسیمات مکرر خود، پیش‌جنین را ایجاد می‌کند. منطقه توقف نمو جنین جانبی است و رشد بعدی جنین از نقطه مقابل آن انجام می‌شود و یک لپه را که نسبت به محور پیش‌جنین جانبی است را تشکیل می‌دهد. تشکیل بافت آلبومن در دانه تک‌لپه‌ای‌ها از نوع هسته‌ای یا حالت حد واسط است؛ یعنی پس از تقسیم یاختهٔ مادر، آلبومن دیواره‌ای بین یاخته‌های حاصل از تقسیم ایجاد نمی‌شود. در تک‌لپه‌ای‌ها، ریشه اصلی پس از مدتی از بین می‌رود و ریشه‌های نابجا که از قسمت‌های زیرین ساقه به وجود می‌آیند، جانشین آن می‌شوند. در تک‌لپه‌ای‌ها، ساقه منشعب نمی‌شود و آنچه انشعاب حاصل می‌کند، محور گل‌آذین است نه ساقه. برگ دارای رگ‌بندی موازی است و در اجزای گل ۳ یا مضربی از ۳ می‌باشد. دسته‌های آوندی در برش عرضی ساقه متعد هستند و در روی دایره‌های متحدالمرکز قرار می‌گیرند. ساختمان چوب و آبکش ثانویه که در دولپه‌ای‌ها دیده می‌شود، در تک‌لپه‌ای‌ها وجود ندارد. ویژگی‌های عمومی تک‌لپه‌ای‌ها عبارتند از:
ریشه‌های افشان، برگ‌هایی دراز و باریک و رگ‌برگ موازی دارند. برگ‌ها توسط غلاف به ساقه اتصال دارد. دانه یک قسمتی است و اجزای گل‌ها، مضربی از عدد ۳ هستند. آوندهای چوبی و آبکش در برش ساقه نظم خاصی ندارند.

### رده‌بندی گیاهان تک‌لپه
تیره نخل‌ها (Palmaceae): گیاهانی درختی یا علفی با ساقه راست و استوانه‌ای مانند درخت خرما (phoenix) و نارگیل هستند.
تیره گل‌شیپوریان (Araceae): مانند گل شیپوری (Arum)
تیره لوئیان یا گرز (Typhaceae): نی لوئی و گالی یا اسپرغان
تیره گندم Gramineae: تیره‌ای شامل ۶۰۰ جنس و ۲۰۰۰ گونه. ارزن، ذرت، برنج، نیشکر، جو و چاودار
تیره جگن cyperaceae: نی بوریا cyperus و جگن carex
تیره آلاله LiLiaceaee: پیاز (Allium)، لاله (Tulipa)، گل حسرت (colchicum) و مارچوبه (Asparagus)
تیره برگ بیدی commelinaceae: برگ بیدی Tradescantia
دانه دارای آلبومن، گل‌ها منظم یا نامنظم و تخمدان تحتانی: موز، زنجبیل، گل نرگس، هل، زنبق و آناناس از تیره‌های معروف این راسته هستند.
دانه بدون آلبومن گل‌ها نامنظم و تخمدان تحتانی: تیره معروف این راسته، ثعلب یا ارکیده است.

## گیاهان دولپه
دولپه‌ای‌ها خود شامل دولپه‌ای‌های بی‌گلبرگ، دولپه‌ای‌های جداگلبرگ و دولپه‌ای‌های پیوسته‌گلبرگ می‌باشد که تعداد زیادی از گیاهان دانه‌دار را در خود جای داده‌اند. دولپه‌ای‌های گیاهانی جداگلبرگ هستند با گل‌های کامل و دو جنسه که پوشش گل آن‌ها به صورت کاسبرگ و گلبرگ تمایز می‌یابد و اجزای گل در چرخه‌های متوالی و به صورت متناوب باهم قرار دارند و گرده‌افشانی در آن‌ها به وسیلهٔ حشرات صورت می‌گیرد. جداگلبرگ‌ها بالغ بر ۷۰ هزار گونه گیاهی هستند و بر پایۀ ساختمان نهنج و نحوه قرار گرفتن اجزای گل در سه گروه فرعی قرار می‌گیرند.
در دولپه‌ای‌های پیوسته، گلبرگ این گیاهان بالغ بر ۵۰ هزار گونه هستند. گلبرگ‌ها در این گیاهان به هم پیوسته هستند. در اغلب پیوسته گلبرگ‌ها پرچم‌ها به قسمت داخلی جام گل پیوسته‌اند.

### صفات عمومی گیاهان دولپه
ریشه راست و کم انشعابی دارند. برگ‌ها اغلب پهن و رگ برگ‌ها منشعب است. هر برگ توسط دم برگ به ساقه اتصال دارد. دانه دو قسمتی است. اجزای گل مضربی از ۲ یا۵ است. آوندهای چوبی و آبکش در برش عرضی ساقه روی دایره محیطیه قرار دارند.

### رده‌بندی گیاهان دولپه
راسته آلالگان، راسته ختمی، راسته شمعدانی، راسته افرا، راسته شمشاد، راسته گل سرخ، راسته چتریان، راسته کاکتوس‌ها، راسته پامچال، راسته خرمالو، زیتون، زبان گنجشک و یاسمن، گاو زبان، سیب زمینی و گوجه فرنگی، گل میمون، گل جالیز و کنجد، نعنا، بارهنگ و شاه‌پسند، گل استکانی و کدو، روناس و بداغ، گل مینا، تیره سنبل‌الطیب، بید، راش، فندق و گردو، گزنه، توت، نارون و شاهدانه، اسفناج، گل میخک، چغندر و لاله عباسی، ترشک، علف هفت بند و ریواس.